# Christian Albecker
Christian Albecker est né le 3 mai 1955 à Strasbourg. Après un parcours de haut fonctionnaire, de banquier et de directeur d'institution, il est président du Conseil de l'Union des Églises protestantes d'Alsace et de Lorraine (UEPAL) de 2014 à 2024, fonction qu'il ajoute à celle qu'il occupait déjà de président du directoire de l’Église protestante de la Confession d'Augsbourg d'Alsace et de Lorraine (EPCAAL).

## Parcours

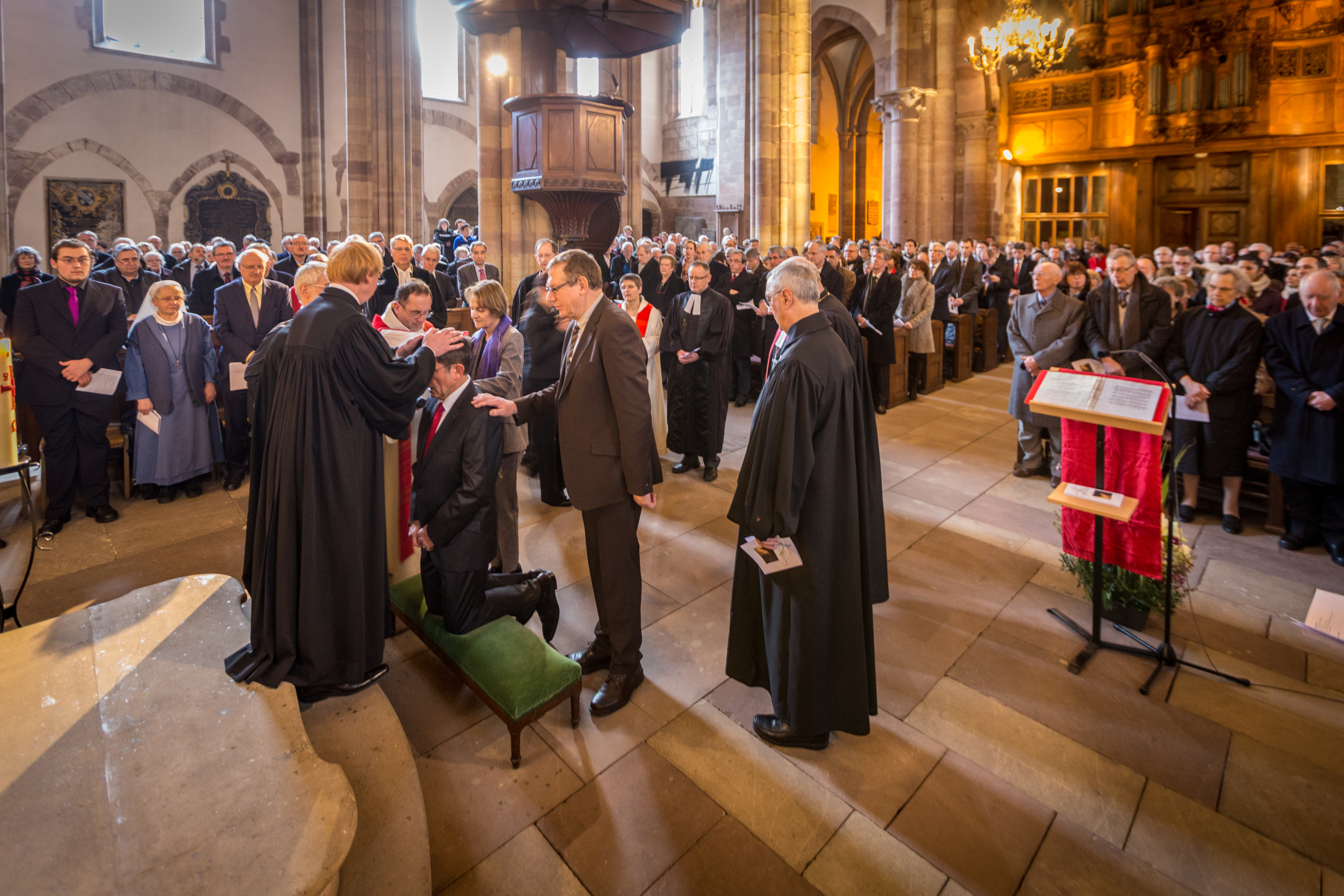
Culte d’installation de M. Christian Albecker en l’église Saint-Thomas de Strasbourg le 9 février 2014.

Fils de René Albecker, artisan peintre et de Marie Schmidt, Christian Albecker a été baptisé à l’église luthérienne de la Robertsau, un faubourg de Strasbourg. Il a fréquenté l’école primaire du quartier, puis le lycée Kléber à Strasbourg. Après avoir été lauréat du concours général en géographie en 1972, il intègre en 1975 l’École polytechnique, puis l’École nationale du génie rural, des eaux et des forêts. Il a obtenu par ailleurs une licence de théologie à la Faculté de théologie protestante de Paris et une maîtrise à la Faculté de théologie protestante de Strasbourg (1990).
Après une carrière de haut fonctionnaire au ministère de l’agriculture, puis auprès du préfet de la Région Alsace, enfin de banquier au Crédit agricole d'Alsace, Christian Albecker devient en janvier 1995 directeur général de l’institution protestante caritative « Sonnenhof », une fondation destinée à l’insertion des personnes handicapées.
Il est également président de la Société évangélique de mission intérieure de Strasbourg (SEMIS) de 1995 à 2014 et, depuis 2001, vice-président de la Fondation du protestantisme.
De 1990 à 2002, Christian Albecker a exercé le ministère de vice-président du Directoire de l’Église de la Confession d’Augsbourg d’Alsace et de Lorraine, auprès des présidents Michel Hoeffel et Marc Lienhard. Courant 1992, il a assuré l'intérim du président, pendant la maladie de Michel Hoeffel.
Il a été membre invité du conseil presbytéral de la paroisse Saint-Guillaume  à Strasbourg de 2011 à 2014
Élu président de l’Église protestante de la Confession d'Augsbourg d'Alsace et de Lorraine (EPCAAL) en octobre 2013, Christian Albecker succède à Jean-François Collange le 9 février 2014, après ratification de sa nomination, selon la législation locale des cultes, par le Premier ministre. Le 18 février suivant, Christian Albecker est élu pour trois ans à la présidence du Conseil de l’Union des Églises protestantes d'Alsace et de Lorraine. Son mandat est renouvelé pour trois ans en 2017. La pasteure Isabelle Gerber lui succède en 2024.
Christian Albecker s’est marié en 1978 avec Sylvie Grappe, chirurgien-dentiste et historienne de l'art, le couple a trois filles.

## Distinctions
- 2007 : officier de l'ordre national du Mérite[13].

## Publications
- L'Évangile dans la cité : histoire de la Mission urbaine de Strasbourg, de 1890 à 1939, Association des publications de la Faculté de théologie protestante, 1992 (BNF).
- Luther, les juifs et nous, avec Marc Lienhard, René Gutman et Philippe Richert, Strasbourg, Vademecum, 2017, 58 p.